# Folklig dräkt i Estland

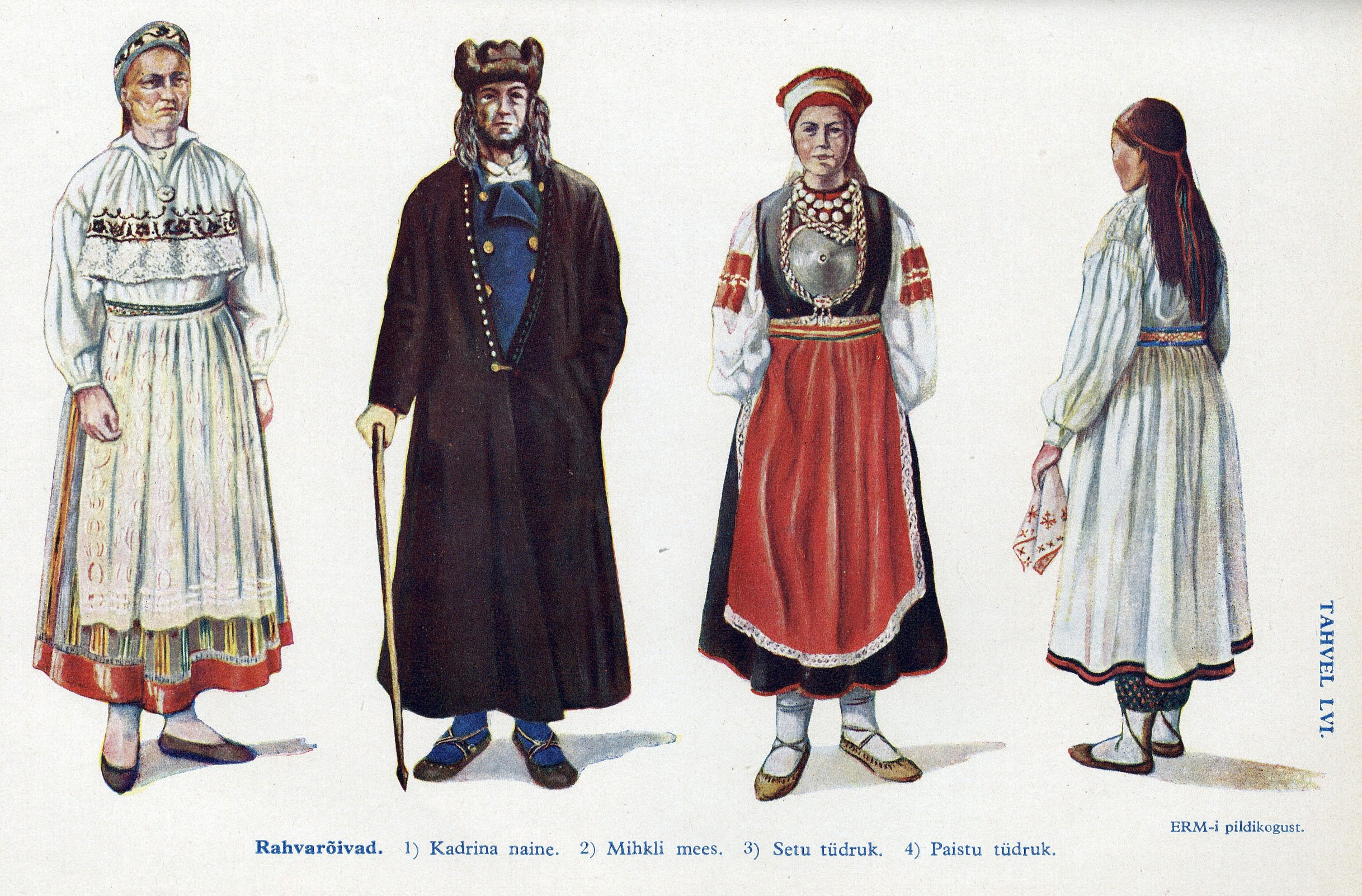
Estniska folkliga dräkter från olika områden.

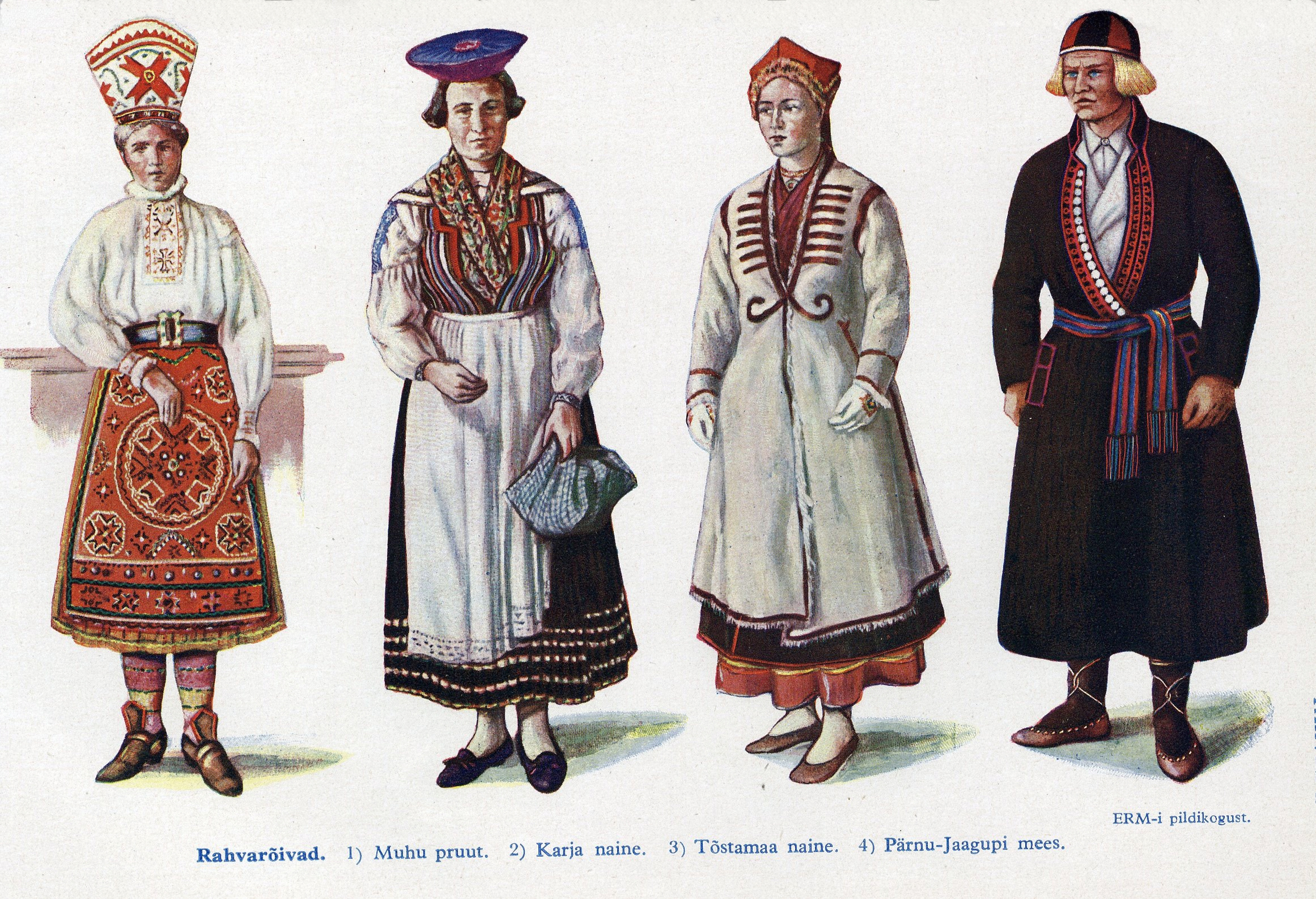
Estniska folkliga dräkter från olika områden.

Folklig dräkt i Estland är det dräktskick som ligger till grund för dagens estniska folkdräkter. Det inhemska dräktskicket för allmogen utvecklades med influenser från de övre samhällsskikten och från grannländerna. Dräktens detaljer ger information inte bara om bärarens nationella, etniska och regionala tillhörighet utan även om kön, ålder, social status och civilstånd.

## Tidig historia
I det arkeologiska materialet från 1000- till 1200-talet finns det tecken på att den vanliga klädseln för kvinnor bestod av en långärmad linnesärk och ett överplagg i ylle. En omlottkjol i ylle sveptes runt höfterna och hölls på plats av ett bälte. Denna typ av dräkt överlevde ända in på 1800-talet.

## Fest, vardag och arbete
Dräkterna kan generellt delas in i tre kategorier:
- Festkläder som bara bars vid speciella tillfällen och ärvdes från äldre generationer
- Representativa vardagskläder för socialt umgänge av mindre festlig natur.
- Arbetskläder som användes i det dagliga grövre arbetet och var av enklare material, ofta odekorerade eller av utrangerade vardagskläder. [1]

## Civilstånd
När pojkar och flickor konfirmerade sig och räknades som vuxna fick de vanligen en uppsättning festkläder. Det var ingen skillnad mellan ogifta och gifta mäns dräkter, men för kvinnans del var det stor skillnad. Även en änkas dräkt skilde sig från en gift kvinnas. Flickor och ogifta kvinnor täckte inte sina huvuden under sommaren och inte heller mer än nödvändigt under vintern. I de flesta delar av Estland bar de inte heller förkläden. En gift kvinna skulle däremot täcka sitt huvud och bära förkläde. Det ansågs att om husfrun inte bar förkläde kunde det vara menligt för årsväxten. Om en ogift kvinna blev gravid skulle hon också bära förkläde. 

## Material
De material man hade att tillgå var hemspunnet och hemvävt linne och ylle. Linne användes för underplagg som särkar och skjortor och för gifta kvinnors huvudbonader. Ylle för ytterplagg och detaljer som vantar och benkläder. En stor del av kläderna färgades inte, linneplagg blektes vita och yttre ylleplagg tillverkades ofta av svartbrun ull. Kjolarnas ylletyg färgades emellertid. För att få rött användes vanligen roten från måror och på 1700-talet fick man i större utsträckning tillgång till köpefärger som indigo som ger blå nyanser. 

## Dekorationer, smycken och tillbehör

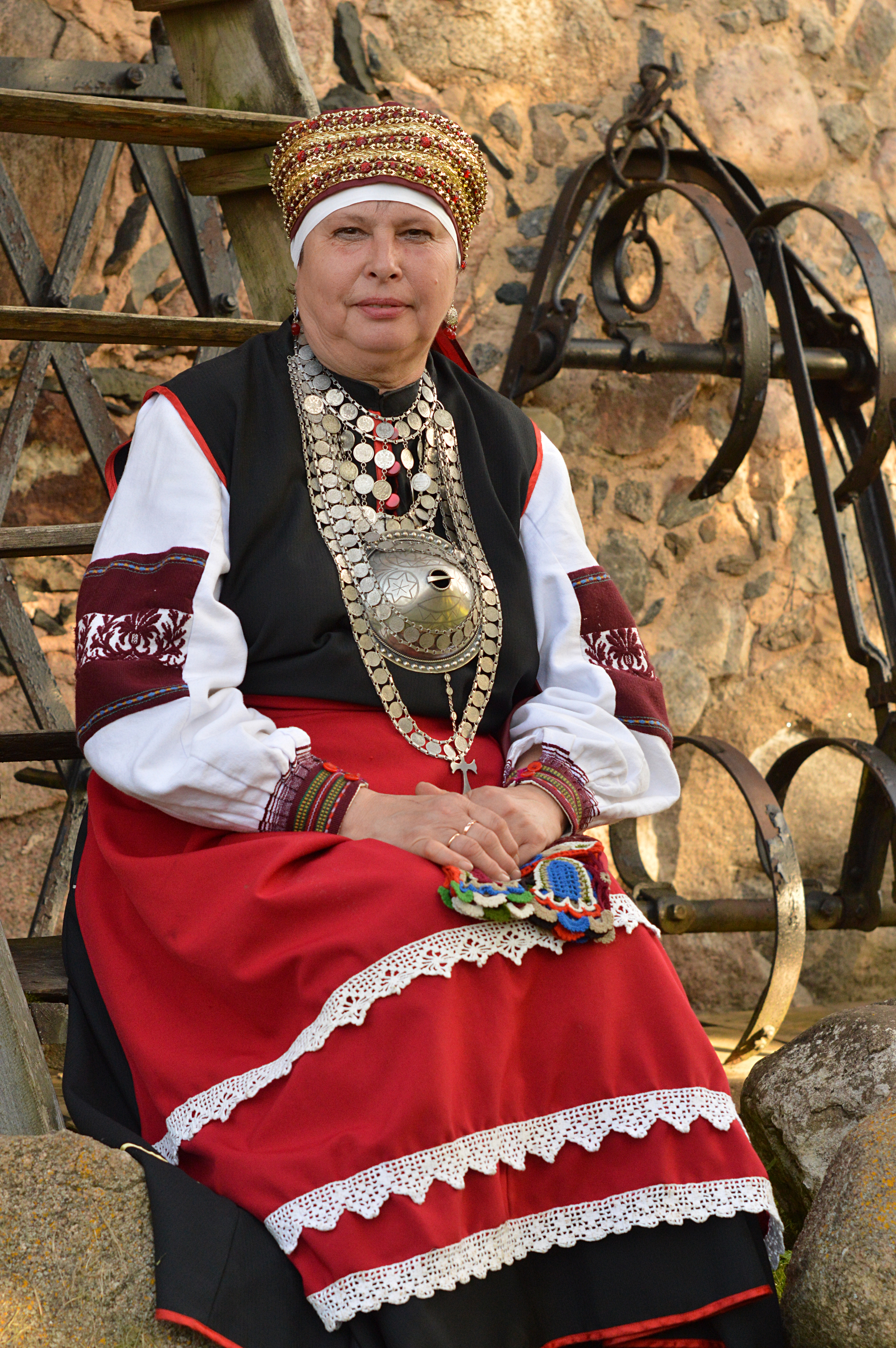
Setukesisk kvinna.

Festklädseln omfattade många olika sorters dekorationer, smycken och tillbehör, en del av dessa bars även med vardagskläderna. Föräldrar gav ofta dessa tillbehör till sina döttrar när de blev vuxna och dyrbara föremål kunde på detta sätt ärvas från generation till generation. Om familjen saknade döttrar fick den äldsta sonens maka ärva släktklenoderna.
Både smycken och andra dekorationer hade utöver den dekorativa effekten och att visa upp familjens välstånd ytterligare ett syfte, nämligen att skydda sin bärare från otur. Pärlor av glas och sten bars varje dag både av flickor och kvinnor och de begravdes även med dessa pärlor. Att inte bära pärlor ansågs medföra otur.
De smycken som tillhör de setukesiska kvinnornas dräkt hade en särskild innebörd. När en setu-kvinna gifte sig skulle hon bära motsvarande minst två kilo silver runt sin hals. Om hon inte ägde så mycket silver var hon tvungen att låna ihop det. 

### Bälten och vantar
Bland andra detaljer ansågs bälten och vantar att ha skyddande egenskaper. Vantar ansågs skydda bäraren från fiender och onda krafter. Om man skulle ägna vig åt något viktigt bar man därför vantar även mitt i sommaren, eller hade dem åtminstone med sig instoppade i bältet. 

## Regionala skillnader
Trots att Estland är ett litet land finns det stora variationer i folkdräkterna. Det finns fyra huvudsakliga regioner; södra, norra och västra Estland samt öarna. En stor anledning till dessa skillnader är den grad av livegenskap som rådde och att allmogen vanligen bara flyttade inom ett litet område. En kvinna som gifte in sig i ett område med en annan dräktkultur behöll dock den dräktkultur som hon växt upp med. 

### Södra Estland
I södra Estland karaktäriseradev dräktskicket av väldigt ålderdomliga plagg, i synnerhet i Mulgimaa. I södra Võrumaa finns det emellertid likheter med dräktskicket i Lettland och i hela området kan man se ryska influenser vom röda broderier och vävda mönster.  
I de norra delarna av södra Estland var man snabbast med att ta till sig nyheter utifrån. På 1700-talet började man använda vida kjolar, först enfärgade, sedan randiga och under 1800-talet var dessa mycket vanliga. En långärmad blus med geometriska dekorationer eller hålsöm blev också vanlig.
Dräktskicket för setukeserna var starkt influerat av det ryska. Män bar en kaftan med bälte och kvinnorna ett plagg utvecklat från det ryska dräktskickets sarafan istället för en kjol. 

### Norra Estland
I norra Estland var dräktskicket relativt homogent, men i denna region var man också mest öppen för nyheter utifrån. Längs kusten syns tydliga influenser från Finland och vid sjön Peipus är det ryvka och votiska inflytandet tydligt. Modedetaljer från resten av Europa fick först fäste i området kring Tallinn; knäbyxoroch korta rockar för män, liksom randiga kjolar och indigofärgade ylleplagg. De mest karaktäristiska dragen för Norra Estland är den långärmade korta blus som bärs över ett ärmlöst linne, liksom blomsterbroderier på ärmar och hättor. 

### Västra Estland
Dräktskicket i västra Estland hade flera likheter med det i norra och södra Estland. Till dess karakteristika hörde emellertid ytterplagg av i ullens naturliga bruna och svarta färger. Kvinnor bar en långärmad blus, ett liv, en kvadratisk sjal vikt till en triangel och en jacka. Randiga kjolar blev vanliga i början av 1800-talet. Från mitten av 1800-talet började man även använda rutiga kjolar. De gifta kvinnornas huvudbonader uppvisade stor variation inom regionen. 

### Öarna
Det folkliga dräktskicket på öarna (Ösel, Dagö och Moon) var mycket särpräglat, på Ösel skilde det sig stort även mellan olika socknar. Här ser man det svenska inflytandet, exempelvis plisserade kjolar. På 1800-talet blev de tidigare enfärgade kjolarna randiga. Vuxna ogifta kvinnor bar ockvå förkläde. På Dagö användes samma korta långärmade blusar som i norra Estland, på Ösel blus med liv. På Moon användes typ av sandal utan hälkappa.  
Till den kvinnliga dräkten hörde också en med broderier, applikationer eller glaspärlor utsmyckad tygväska. På Dagö dekorerades bälten med kopparbeslag och kopparkedjor. En kniv i en skida och ett nålhus bars också i kopparbältet. 

## Folkdräkter idag

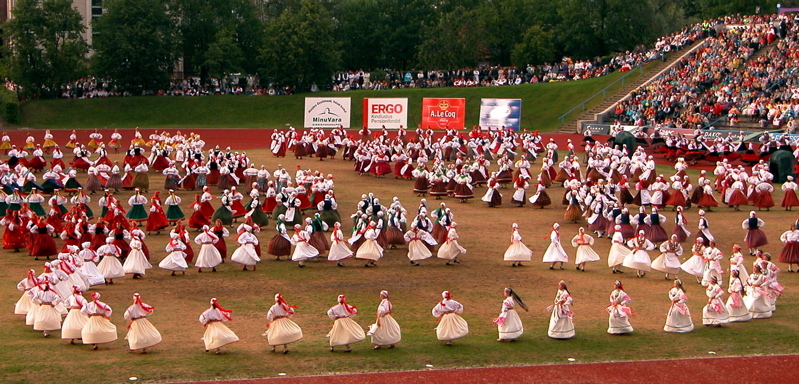
Folkdansfestival i Estland 2004.

På grund av urbaniseringen under andra halvan av 1800-talet föll användningen av folkdräkt i vardagslag ur bruk. Men på grund av det så kallade nationella uppvaknandet blev folkdräkterna istället populära som festplagg på sångfestivaler och liknande tillställningar och en viktig symbol för den nationella identiteten. 
Idag är konceptet "folkdräkt" i Estland i stor utsträckning synonymt med folklig festdräkt från början av 1800-talet. 